# Peperomia melinii
Peperomia melinii är en pepparväxtart som beskrevs av Truman George Yuncker. Peperomia melinii ingår i släktet peperomior, och familjen pepparväxter. Inga underarter finns listade i Catalogue of Life.